# Francesco Balilla Pratella
Francesco Balilla Pratella (Lugo, 1º febbraio 1880 – Ravenna, 17 maggio 1955) è stato un compositore e musicologo italiano.
Fu, con Luigi Russolo, uno dei padri della musica futurista.

## Biografia

### L'adesione al futurismo
Francesco Balilla Pratella nacque in un ambiente familiare favorevole alla pratica della musica. Il padre suonava chitarra e dava delle lezioni al figlio quand'era piccolo. Frequenta la scuola elementare presso l'istituto fondato da Ernesta Stoppa, esperienza della quale conserverà sempre un grato ricordo. Nel 1899 è ammesso al conservatorio di Pesaro e segue i corsi di Pietro Mascagni e Vincenzo Cicognani e nel 1903 si diploma in composizione.

Si trasferisce quindi a Parigi, dove conosce Luigi Russolo: è il suo primo contatto con gli esponenti del futurismo.

Tornato in Romagna, Balilla Pratella si era interessato ai canti popolari della sua regione, che influenzarono la scrittura di cinque poemi sinfonici, raccolti sotto il titolo «Romagna», e che successivamente approdarono all'opera La 'Sina d'Vargõn (Rosellina dei Vergoni), "scena della Romagna bassa per la musica, in tre atti" (Balilla Pratella fu autore anche dei testi, in lingua romagnola). La 'Sina d'Vargõn vinse il concorso "Baruzzi" e fu rappresentata con successo al Teatro comunale di Bologna nel 1909. 
Il 20 agosto 1910 al Teatro comunale di Imola fu messa in scena la Tosca di Puccini. Tra i due atti viene eseguito come intermezzo il brano Visione tragica tratto dalla Sina d'Vargõn. In quell'occasione Balilla Pratella fece la conoscenza di Filippo Tommaso Marinetti, con il quale aveva già in essere un rapporto di corrispondenza.

L'11 gennaio 1910 Pratella pubblicò il Manifesto dei musicisti futuristi, che fu seguito dal Manifesto tecnico della musica futurista (11 marzo 1911), che proclama l'atonalismo, l'enarmonia, la polifonia in senso assoluto e il ritmo libero. L'anno seguente i futuristi pubblicarono Distruzione della quadratura (18 luglio 1912).
Nel 1910 assunse la direzione dell'Istituto musicale Malerbi, la scuola di musica fondata dai due fratelli lughesi Giuseppe (1771-1849) e Luigi (1776-1843). A partire dal 1911 la casa di Pratella, una villa situata poco fuori Porta faentina, diventò un punto di riferimento per pittori, musicisti e letterati attratti dalle correnti espressive di cui Pratella era uno dei più rinomati esponenti. Tra i personaggi che frequentarono il "cenacolo artistico lughese" si possono annoverare: Giorgio Morandi e Osvaldo Licini, studenti dell'Accademia insieme al lughese Giacomo Vespignani, al giovane Filippo de Pisis; dallo scrittore Riccardo Bacchelli allo scultore Domenico Rambelli.

Nel 1912 l'editore bolognese Bongiovanni pubblica un volume chiamato Musica futurista, nel quale Pratella è presentato come il punto di riferimento in materia di musica futurista.
L'Inno alla vita, la prima sua composizione di stampo futurista, è presentata al Teatro Costanzi di Roma il 21 febbraio 1913 in occasione di una "serata futurista". Nello stesso 1913 partecipa al Concorso internazionale Sonzogno con l'opera Lilla, classificandosi tra i venti vincitori. Durante la prima guerra mondiale fu inquadrato nell'11º Reggimento Fanteria.
Nel 1920 va per la prima volta in scena L'aviatore Dro (composto tra il 1912 e il 1914), la sua seconda opera futurista (in tre atti), nella quale introduce un'orchestra mista di strumenti tradizionali e di intonarumori e la porta in scena il 4 settembre 1920 al Teatro Rossini di Lugo. L'aviatore Dro, considerata la prima opera teatrale, poetico-musicale, che abbia tratto soggetto ed ispirazione dal volo e dell'aviazione, rimarrà la sua opera più celebre (versione digitalizzata del testo). Nel frattempo, nel 1919, viene pubblicata la raccolta Le canzoni del niente, liriche musicate da F. Balilla Pratella, con testi di Antonio Beltramelli.
Un esempio di ritmo libero è dato dalla nota lirica da camera La strada bianca. La totale libertà espressiva già proclamata da Marinetti in poesia viene tradotta in musica con l'uso cosciente del rumore, prodotto dagli Intonarumori di Luigi Russolo. Interventista e nazionalista, prende progressivamente le distanze dalle musiche di Debussy, Schönberg, Mahler o Ravel.

### Innovazioni e ricerca folclorica
Prima di aderire al movimento futurista (1910), Pratella si era interessato molto ai canti popolari della sua regione di origine, che influenzarono la scrittura di cinque poemi sinfonici, intitolati «Romagna», e che successivamente approdarono all'opera dialettale La 'Sina d'Vargõn (Rosellina dei Vergoni), "scena della Romagna bassa per la musica, in tre atti". La 'Sina d'Vargõn vinse il concorso "Baruzzi" e fu messa in scena nel 1909 al Teatro comunale di Bologna.

Scariolanti al lavoro. Inizio XX secolo.

Nella seconda parte della sua produzione, tornato a stabilirsi in Italia, dopo la prima esecuzione dell'opera futurista L'aviatore Dro, trascorse la vita in Romagna dove prese contatto col musicista forlivese Cesare Martuzzi (1885-1960) e pose le basi per studi sistematici sul folclore romagnolo, fondamentali e pionieristici per l'Italia, paralleli a quelli di Bartók e Kodály. I risultati delle sue ricerche furono la base di partenza per l'armonizzazione a cappella, per coro a voci miste (maschili e femminili), dei canti della sua terra. Nel 1920 fu uno dei fondatori della rivista di cultura romagnola La Piê, assieme al poeta forlivese Aldo Spallicci e allo scrittore Antonio Beltramelli.
Nel maggio 1922 Pratella creò sull'esempio di Cesare Martuzzi un coro per dare voce alle famose cante, i Canterini Romagnoli di Lugo. Il gruppo è attivo ancora oggi.

Come autore di cante romagnole, Pratella è ricordato per aver scritto le musiche di: I cavalér 'd Frampul, La Piê, Murosa d'una vòlta (tutte su versi di Aldo Spallicci), e per aver trascritto la celeberrima Gli scariolanti.
Negli anni successivi i rapporti tra i due musicisti si guastarono. In effetti il Pratella pubblicava i propri brani per l'editore Galletti, mentre il Martuzzi rifiutò sempre di far pubblicare i suoi; e mentre il primo godeva di legittimi diritti d'autore dall'esecuzione pubblica delle proprie musiche, per il secondo erano importanti i proventi dei concerti. Le Camerate di Lugo, di Massa Lombarda (RA), di Longiano (FO), fondate dal Pratella, facevano concorrenza al gruppo di Forlì fondato da Martuzzi, che protestò vigorosamente col Pratella. In seguito i rapporti tra i due musicisti s'interruppero del tutto per motivi politici: il Pratella aderì al fascismo; e le sue Camerate furono favorite nelle sedi più prestigiose ed ottennero gli ingaggi più remunerativi. I Canterini Romagnoli di Forlì, invece, di fede repubblicana, subirono numerose vessazioni dal regime.

F. Balilla Pratella con la moglie e la figlia Ala (Venezia, 1928).

Nell'ottobre 1927 assunse la direzione dell'Istituto superiore di studi musicali "Giuseppe Verdi" di Ravenna, che conservò fino al 1945. Sempre informato sui nuovi artisti, anche non musicisti, che si affacciavano alla ribalta artistica, nel 1943 fu il primo a dedicare attenzione al pittore Umberto Folli.

### Teatro futurista
Pratella si interessa anche molto al teatro futurista. Partecipa al Teatro sperimentale di Anton Giulio Bragaglia, per il quale compone Minuetto diabolico e Danze di guerra. Compone gli intermezzi musicali del dramma di Marinetti Il tamburo di fuoco. Compone anche per alcuni spettacoli di pantomima futurista come Il fabbricatore di Dio e Popolaresca.

Nelle vesti di teorico della musica futurista, Pratella scrive un volume di didattica musicale nel 1930 intitolato: Appunti per lo studio dell'armonia. Da tempo in relazione con le avanguardie musicali europee, conosce Stravinskij, Sergej Djagilev, Massine e Prokofiev a Milano nel 1915. È noto che non ha mai incontrato Arnold Schönberg, ma conosceva la sua teoria, la dodecafonia, perché affermò in Appunti per lo studio dell'armonia nella parte consacrata all'armonia nuova che:
(In Francesco Balilla Pratella, Appunti per lo studio dell'armonia in Francesco Balilla Pratella, edizioni, scritti, manoscritti musicali e futuristi a cura di Domenico Tampieri, Ravenna, Longo, 1995, pp. 53-54.)

### Ultimi anni

Cimitero di Lugo. Lapide della tomba di Francesco Balilla Pratella.

Verso la fine della sua vita, Balilla Pratella si dedica alla riscoperta del patrimonio musicale nazionale e allo studio della musica folcloristica, soprattutto romagnola. In quegli anni, in effetti, molti compositori sul modello di Bartók si interessavano alla musica tradizionale del proprio paese.
Muore nel 1955 a Ravenna. Pratella fu, con Luigi Russolo, uno dei padri della musica futurista e quindi un protagonista nell'avanguardia musicale europea; con la sua esperienza di musicista di professione ha conferito al movimento una certa credibilità e la possibilità di elaborare teorie musicali molto tecniche, come l'enarmonia. La sua esperienza di musicista ha anche permesso di teorizzare un programma che altri, come Russolo o Mix, avrebbero voluto mettere in azione.

### Dopo la morte
Il 29 ottobre 1995 avviene la première postuma di Trittico drammatico. Viene rappresentata in forma di concerto al Teatro Alighieri di Ravenna. Gianandrea Gavazzeni dedicò una delle sue ultime direzioni orchestrali a un recupero di Balilla Pratella: diresse L'aviatore Dro il 3, 5 e 7 gennaio 1996 al Teatro Rossini.
Nel 2001 il Comune di Lugo ha acquisito dagli eredi un fondo di oltre duemila unità contenente manoscritti, lettere, bozzetti di scena originali appartenuti al musicista, tra cui lettere di Filippo Tommaso Marinetti, fotografie con dediche autografe, come quella del pittore Umberto Boccioni. Il Fondo Pratella è depositato presso la Biblioteca civica. Nel 2018 il pianoforte, la scrivania e la poltrona del musicista sono stati donati alla Biblioteca civica.

## Attività pubblicistica
Oltre alla sua attività di compositore, Pratella promuove la musica futurista scrivendo molti articoli sulle riviste dell'epoca. Si citano tra le altre:
- «Lacerba» con, per esempio, l'articolo Contro il grazioso in musica del 15 maggio 1913 nel quale risponde a Bastianelli a proposito del suo giudizio negativo sulla musica futurista;
- per la rivista milanese «Gli avvenimenti», in cui teneva la rubrica musicale;
- Pratella è invitato da Mussolini a scrivere per il quotidiano «Il Popolo d'Italia»;
- inoltre assume anche la direzione del “Pensiero musicale” di Bologna.

## Opere

### Musica
- Saggio di gridi. Canzoni, cori e danze del popolo italiano (1919)
- Dono primaverile e stati d'anima drammatizzati (1921)
- La ninna nanna della bambola (1921)
- Appunti per lo studio dell'armonia, edizioni, scritti, manoscritti musicali e futuristi (1930)
- L'uomo (1934-47)
- Trittico drammatico (composto da: La maschera, Il vecchio e Notturno).

### Teatro musicale
- Lilia (1905)
- La Sina 'd Vargõn (1909)
- L'aviatore Dro (1920)
- La repubblica delle donne (1925)

### Pubblicistica
- Autobiografia, Milano 1971, Pan Editrice (pubblicazione postuma a cura delle figlie Ala ed Eda);
- Francesco Balilla Pratella. Edizioni, scritti, manoscritti musicali e futuristi, a cura di Domenico Tampieri, Longo, Ravenna 1995;
- Con me a Funghi. Introduzione alla vita beata, Ravenna 2009, Edizioni del Girasole (prima edizione di un manoscritto del 1945);
- Testamento. Francesco Balilla Pratella a cura di Rosetta Berardi e Francesca Serra, Edizioni del Girasole, Ravenna 2012.

### Tradizioni popolari
- Romagna intima (1933)

### Cinema
Francesco Balilla Pratella scrisse la colonna sonora di due film: Terra madre (1931) di Alessandro Blasetti, e L'argine (1938) di Corrado D'Errico.

## Intitolazioni
In occasione del sessantesimo anniversario della morte del musicista, nel 2015 l'Istituto musicale "Verdi" di Ravenna ha istituito il «Premio Mariani-Pratella», concorso biennale dedicato alla composizione.